# Tosa Mitsusuke
Tosa Mitsusuke, född 1675 död 1710, var en japansk konstnär vid Edoperiodens mitt. Han var den 18:e ledaren för Tosaskolan. Målare som tillhörde Tosa var bra på att måla i Yamato-e-stil. Ledarna för Tosa tjänade kejsarna som Edokoro-Azukari (= Officiell hovmålare). Mitsusukes far var Tosa Mitsunari. År 1696 blev han officiell hovmålare. År 1709 målade han rumsavskiljare i det kungliga slottet och i Sentopalatset med Kano Tsunenobu. 